# Lao-tse
Lao-tse (Kinesisk: 老子, Pinyin: Lǎozǐ, Wade-Giles: Lao Tzu, staves også Lao Tsu, Laotse, Laozi, Lao Zi, Laotze og på andre måder) er en vigtig person i kinesisk filosofi. Lao-tse betyder "den gamle". Om han er en historisk person eller opdigtet er omdiskuteret. Ifølge kinesisk tradition levede han i 6. århundrede f.Kr.. Mange nutidige historikere mener dog, at han snarere levede i 4. århundrede f.Kr.. Hans nok mest berømte værk er Tao Te Ching, som er et centralt værk i Taoisme. 